# 1935-ös Vuelta ciclista a España
Az 1935-ös Vuelta a España volt az 1. spanyol körverseny. 1935. április 29-e és május 15-e között rendezték. A verseny össztávja 3425 km volt, és 14 szakaszból állt. Végső győztes a belga Gustaaf Deloor lett.

## Végeredmény
|     | Versenyző         | Nemzet | Idő            |
| --- | ----------------- | ------ | -------------- |
| 1.  | Gustaaf Deloor    | BEL    | 120 óra 01' 02 |
| 2.  | Mariano Cañardo   | ESP    | + 12' 33       |
| 3.  | Antoine Dignef    | BEL    | + 19' 15       |
| 4.  | Edoardo Molinar   | ITA    | + 22' 42       |
| 5.  | Max Bulla         | AUT    | + 27' 56       |
| 6.  | Alfons Deloor     | BEL    | + 46' 32       |
| 7.  | Paolo Bianchi     | ITA    | + 50' 56       |
| 8.  | Fernand Fayolle   | FRA    | + 52' 03       |
| 9.  | Walter Blattmann  | SUI    | + 1h 08' 07    |
| 10. | Marinus Valentijn | NED    | + 1h 08' 51    |